# Waterloo Warriors
I Waterloo Warriors sono una squadra di football americano di Waterloo, in Belgio, fondata nel 2011.

## Dettaglio stagioni

### Campionato

#### BFL/BAFL/BAFL Elite
| Stagione | regular season | regular season | regular season | regular season | regular season | regular season | playoff | playoff | playoff | playoff | playoff | playoff        | playoff                  |
|          | Vin            | Par            | Per            | Tot            | PF             | PS             | Vin     | Per     | Tot     | PF      | PS      | risultato      | avversaria               |
| -------- | -------------- | -------------- | -------------- | -------------- | -------------- | -------------- | ------- | ------- | ------- | ------- | ------- | -------------- | ------------------------ |
| 2014     | 2              | 0              | 3              | 4              | 148            | 110            | -       | -       | -       | -       | -       | -              | -                        |
| 2015     | 1              | 0              | 5              | 6              | 95             | 151            | 1       | 1       | 2       | 38      | 78      | Semifinale     | Brussels Tigers          |
| 2016     | 0              | 1              | 5              | 6              | 67             | 248            | 1       | 0       | 1       | 21      | 10      | Non retrocessi | Wallonie Picarde Phoenix |
| 2017     | 2              | 1              | 4              | 7              | 67             | 180            | 0       | 1       | 1       | 6       | 62      | Semifinale     | Brussels Black Angels    |
| 2018     | 0              | 1              | 6              | 7              | 36             | 194            | 0       | 1       | 1       | 12      | 36      | Retrocessi     | Wallonie Picarde Phoenix |
| Totale   | 5              | 3              | 23             | 31             | 413            | 883            | 2       | 3       | 5       | 77      | 186     |                |                          |

Fonti: Enciclopedia del Football - A cura di Roberto Mezzetti

##### BAFL National
| Stagione | regular season | regular season | regular season | regular season | regular season | regular season | playoff | playoff | playoff | playoff | playoff | playoff   | playoff    |
|          | Vin            | Par            | Per            | Tot            | PF             | PS             | Vin     | Per     | Tot     | PF      | PS      | risultato | avversaria |
| -------- | -------------- | -------------- | -------------- | -------------- | -------------- | -------------- | ------- | ------- | ------- | ------- | ------- | --------- | ---------- |
| 2019     | 2              | 0              | 4              | 6              | 65             | 169            | -       | -       | -       | -       | -       | -         | -          |
| 2020     | 2              | 0              | 0              | 2              | 67             | 0              | -       | -       | -       | -       | -       | -         | -          |
| Totale   | 4              | 0              | 4              | 8              | 132            | 169            | -       | -       | -       | -       | -       |           |            |

Fonti: Enciclopedia del Football - A cura di Roberto Mezzetti

## Riepilogo fasi finali disputate
| Anno           | Luogo      | Evento              | Fase del torneo | Incontro                                     | Risultato |
| 14 giugno 2015 | Evere      | BAFL                | Semifinale      | Brussels Tigers - Waterloo Warriors          | 56 - 14   |
| 19 giugno 2016 | Andenne    | BAFL                | Playout         | Wallonie Picarde Phoenix - Waterloo Warriors | 10 - 21   |
| 11 giugno 2017 | Anderlecht | BAFL Elite Division | Semifinale      | Brussels Black Angels - Waterloo Warriors    | 62 - 6    |
| 10 giugno 2018 | Tournai    | BAFL Elite Division | Playout         | Wallonie Picarde Phoenix - Waterloo Warriors | 36 - 12   |